# 小行星3970
小行星3970（3970 Herran）是一颗围绕太阳公转的小行星。1979年6月28日，卡洛斯·托雷斯在Cerro El Roble发现了此天体。
这颗小行星的绝对星等为304.20259等。